# George W. Edmonds
George Washington Edmonds (* 22. Februar 1864 in Pottsville, Pennsylvania; † 28. September 1939 in Philadelphia, Pennsylvania) war ein US-amerikanischer Politiker. Zwischen 1913 und 1925 sowie nochmals von 1933 bis 1935 vertrat er den Bundesstaat Pennsylvania im US-Repräsentantenhaus.

## Werdegang
George Edmonds besuchte die öffentlichen Schulen seiner Heimat und danach die Central High School. Anschließend studierte er bis 1887 am Philadelphia College of Pharmacy. In der Folge arbeitete er für einige Jahre als Apotheker. Außerdem stieg er in den Kohlehandel ein. Gleichzeitig schlug er als Mitglied der Republikanischen Partei eine politische Laufbahn ein. Zwischen 1896 und 1902 saß er im Stadtrat von Philadelphia.
Bei den Kongresswahlen des Jahres 1912 wurde Edmonds im vierten Wahlbezirk von Pennsylvania in das US-Repräsentantenhaus in Washington, D.C. gewählt, wo er am 4. März 1913 die Nachfolge von Reuben O. Moon antrat. Nach fünf Wiederwahlen konnte er bis zum 3. März 1925 sechs Legislaturperioden im Kongress absolvieren. In diese Zeit fiel unter anderem der Erste Weltkrieg. Außerdem wurden der 16., der 17., der 18. und der 19. Verfassungszusatz ratifiziert. 1924 wurde Edmonds von seiner Partei nicht mehr zur Wiederwahl nominiert.
In den folgenden Jahren arbeitete er im Kohle- und Holzhandel. Zwischen 1927 und 1933 war er Manager bei der Hafenverwaltung in Philadelphia (Port of Philadelphia Ocean Traffic Bureau). Bei den Wahlen des Jahres 1932 wurde Edmonds erneut im vierten Distrikt seines Staates in den Kongress gewählt, wo er am 4. März 1933 Benjamin M. Golder ablöste, der 1925 sein Nachfolger geworden war. Da er im Jahr 1934 nicht bestätigt wurde, konnte er bis zum 3. Januar 1935 nur eine weitere Legislaturperiode absolvieren. Während dieser Zeit wurden die ersten der New-Deal-Gesetze der Roosevelt-Regierung verabschiedet, denen Edmonds’ Partei eher ablehnend gegenüberstand. 1933 wurde mit dem 21. Verfassungszusatz der 18. Änderungsartikel aus dem Jahr 1919 wieder aufgehoben. Dabei ging es um das bundesweite Prohibitionsverbot. Im Jahr 1935 wurden erstmals die Bestimmungen des 20. Verfassungszusatzes angewendet, wonach die Legislaturperiode des Kongresses jeweils am 3. Januar endet bzw. beginnt.
Nach dem Ende seiner Zeit im US-Repräsentantenhaus nahm George Edmonds seine früheren Tätigkeiten im Kohlehandel wieder auf. Er starb am 28. September 1939 in Philadelphia.